# Никола Минчев (юрист)
Вижте пояснителната страница за други личности с името Никола Минчев.
Никола Георгиев Минчев е български адвокат и политик от „Продължаваме промяната“, председател на XLVII народно събрание от създаването му до 16 юни 2022 година, заместник-председател на XLVIII народно събрание и XLIX народно събрание. Евродепутат за мандат 2024 - 2029 година.

## Биография
Никола Минчев е роден на 13 септември 1987 г. в град Перник. Правнук е на Сирко Станчев, народен представител през 1938 – 1944 година, и праправнук на Никола Шавкулов, виден търговец и общественик. Възпитаник е на 91-ва немска езикова гимназия „Проф. Константин Гълъбов“ в град София.
През 2012 г. Минчев завършва право в Юридическия факултет на Софийски университет „Св. Климент Охридски“. Работи в адвокатска кантора „DGKV“ (Джингов, Гугински, Кючуков и Величков) между 2012 и август 2021 г. От 2015 г. е женен за Силвия Минчева и има две деца. Владее английски и немски език.
На парламентарните избори през ноември 2021 г. е избран за народен представител. На 3 декември 2021 г. е избран за председател на XLVII народно събрание от листата на коалиция „Продължаваме промяната“ със 158 гласа „за“, 1 глас „против“ и „въздържали се“ 72.
Той бива освободен от поста на 16 юни 2022 г., след като партията „Има такъв народ“ (ИТН) напуска управляващата коалиция и инициира гласуване за неговото отстраняване. При гласуването 125 депутати от ИТН, ГЕРБ-СДС, ДПС и „Възраждане“ гласуват за отстраняването му, против са 113 депутати (от „Продължаваме промяната“, „Демократична България“, БСП и независими), а самият той гласува „въздържал се“.
На европейските избори през 2024 г. е избран за евродепутат.